# Jan Frederik Gronovius
'Jan Frederik Gronovius' (Jan Fredrik Bronovius o Johannes Fredericus) (?, 10 de febrer de 1686, Leiden-10 de juliol de 1762) va ser un botànic neerlandès notable com a professor de Carl von Linné.
John Clayton, un recol·lector de flora de Virgínia li envia molts espècimens cap als 1730, així com descripcions. Sense el coneixement de Clayton, encara que l'esmenta, Gronovius va usar el material a la seva obra Flora Virginica, de 1739-1743, amb dues edicions el 1762.
El 1737 Gronovius descriu la dàlia de Transvaal, anomenant-la Gerbera a partir del nom d'un amic de Linné, "Traugott Gerber".
Era fill de Jakob Gronovius i net de Johann Friedrich Gronovius, ambdós escolàstics clàssics.
El 1719, es casa amb Margaretha Christina Trigland, que mor el 1726, i amb Johanna Susanna Alensoon el 1729. El seu fill Laurens Theodoor Gronovius (1730-1777) va ser també botànic.

## Obra
- Disputatio medico-botanica inauguralis camphorae historiam exhibens.... Leiden, 1715
- Flora Virginica exhibens plantas quas V. C. Johannes Clayton in Virginia observavit atque collegit. Leiden, 1739-1743
- Index supellectilis lapideae: quam collegit, in classes & ordines digessit, specificis nominibus ac synonymis illustravit. Leiden, 1750
- Flora orientalis, sive, Recensio plantarum quas botanicorum coryphaeus Leonardus Rauwolffus, medicus augustanus, annis 1573, 1574, & 1575, in Syria, Arabia, Mesopotamia, Babylonia, Assyria, Armenia & Judaea crescentes observavit, & collegit earumdemque ducenta specimina, quae in bibliotheca publica Lugduno-Batava adservantur, nitidissime exsiccata & chartae adglutinata in volumen retulit. Leiden, 1755